# 陳奕迅
陳奕迅（英語：Eason Chan Yick Shun；1974年7月27日—），香港男歌手、演員，被譽為「樂壇天王」、「金曲歌王」、「新一代歌神」。1995年贏得第14屆新秀歌唱大賽冠軍而正式入行，至今已發行超過40張專輯。2005年他被《時代雜誌》喻為带領香港粵語音樂潮流及影響香港樂壇風格的人物，同年推出的大碟《U87》也被該雜誌推選為「2005年五大亞洲最值得購買的唱片之一」。2010年，入選中國華語金曲獎「30年經典評選」，成為90年代出道歌手唯一代表。迄今共九度提名台湾金曲獎「最佳國語男歌手獎」並獲獎三次，是該獎項的入圍暨得獎紀錄保持者。2016—2021連續六年登上Spotify香港最高串流量歌手榜首。與環球唱片合作19年來歌曲串流播放率破750億。2023及2024年均登上Spotify全球最多串流收聽次數華語歌手第三位；香港最受歡迎本地歌手榜分別為第五及第四位； 2024年12月每月聽眾人數更超過四百萬。
陳奕迅曾在多個亞太及華人地區音樂頒獎禮獲得無數獎項。他在香港的各大樂壇頒獎禮中更開創多項紀錄，包括於2001年度叱咤樂壇流行榜頒獎典禮首奪「叱咤樂壇男歌手金獎」後，至今共十次獲得該獎項；更連續十三年獲得十大中文金曲「最優秀流行男歌手大獎」（2005－2017年）及十次奪得「全球華人至尊金曲獎」；並五次獲得四台聯頒音樂大獎-傳媒大獎等等。2006年，陳奕迅更首次奪得香港TVB頒發的「最受歡迎男歌星」殊榮，正式全面躍升樂壇天王位置。
在全球華人地區獲得的重要音樂獎項包括「全球華語歌曲排行榜最佳男歌手」、中國內地的「音樂風雲榜最佳男歌手」、台灣的「金曲獎最佳國語男歌手」（入圍9次，得獎3次，皆是紀錄保持人之一）及「金曲獎年度專輯」、台灣的「KKBOX數位音樂風雲榜十大風雲歌手」、馬來西亞的「MY Astro至尊流行榜頒獎典禮至尊海外男歌手」、新加坡的「新加坡金曲獎最受歡迎男歌手」等等。他亦曾入圍日本的「2008年MTV日本音樂錄影帶大獎台灣地區最佳BuzzAsia獎」。
他曾多次舉辦世界巡迴演唱會，2012年4月於O2體育館舉辦《DUO 陳奕迅2012演唱會》倫敦站，成為首位站上O2 Arena的華人歌手，門票開賣時更一度癱瘓官網並於短短20分鐘內售罄。2016年，陳奕迅成為首位於北京國家體育場（俗稱北京鳥巢）舉行巡唱的香港歌手，更一連兩場。繼2013年《EASON'S LIFE》世界巡迴演唱會，於2022年12月重啟《Fear and Dreams》世界巡迴演唱會，於2023年7月巡迴到台灣，在台北小巨蛋舉行一共 7 場，成為該場館開唱最多場次的香港歌手。
2014年，陳奕迅獲母校金士頓大學頒發榮譽博士學位，以表揚他對粵語流行曲及文化的貢獻。2017年，擔任《中國新歌聲（第二季）》導師。2020年，入選福布斯的首屆「亞太地區數位影響力明星榜」。陳奕迅亦演出超過四十部電影，曾因《神經俠侶》獲提名第11屆香港電影金紫荊獎最佳男主角、《薰衣草》獲提名第20屆香港電影金像獎最佳男配角、《破事兒》獲提名第45屆金馬獎最佳男配角，在「美濤·領銜2009騰訊網星光大典」中憑電影《金錢帝國》獲得港台年度電影男演員榮譽。2018年，憑電視劇《短暫的婚姻》入圍「第23屆亞洲電視大獎最佳男主角」。

## 早年
陳奕迅出生於英屬香港，籍貫廣東東莞。陳奕迅的爸爸很喜歡作家魯迅，於是他和哥哥的名字裏，都有一個「迅」字；陳奕迅小時候不甚喜歡自己的名字，感覺與常人有別。
畢業於聖若瑟小學，家人原安排他在中三畢業之後到英國升學，結果由於他升中試的成績不理想而獲派到第七志願、位於灣仔船街的聖璐琦書院升讀中一年級。當他在該校讀至下學期將近完結時，父母覺得學校氣氛差，於是為他辦理退學手續，下學期餘下兩個月留在家中度過。另一方面，因為父親陳裘大為高級公務員，陳奕迅自中二開始與哥哥獲政府津貼到英國唐德塞中學（Dauntsey's School）讀書，大學時期在金士頓大學修讀建築學及四年正統音樂課程。於期間考得英國皇家音樂學院八級聲樂證書（八級為業餘最高）。
陳奕迅曾於訪問透露，他觀看TVB及華星唱片合辦的第13屆新秀歌唱大賽時，認為自己都有能力奪冠，當時卻被他的大嫂揶揄「得個講字有咩用」。他期後便決定於1995年暑假期間返回香港參加第14屆新秀歌唱大賽。1995年7月16日比賽當晚，演唱張學友的《望月》，及三強環節清唱李克勤的《偷偷摸摸》均獲得高評分，贏得該屆冠軍，同時奪得「自我風格演繹獎」，成為雙料冠軍。隨即跟華星唱片公司簽下歌星合約。

## 音樂生涯

### 出道初期：1995年－1999年
1995年，陳奕迅贏得新秀冠軍後不久推出個人首隻歌曲《我的理想》；這是卡通片《卡拉OK戰士》的主題曲。惟歌曲未獲推廣，加上沒有收錄在陳奕迅的任何一張專輯內，使它不為大眾所認識。
1996年，他推出首張粵語個人同名大碟《陳奕迅》，首隻主打歌為《時代曲》，亦是陳奕迅首次有份參與作曲的歌曲。 事實上他在此專輯內第一首錄音的歌曲是《遊離份子》。同碟另一首派台歌《傷信》，改編自日本音樂才女西村由紀江名曲，令樂迷留下印象。基於當時的香港樂壇以偶像歌手較為主導，推出後反應未算熱烈，但其潛質實力卻得到不少音樂業界人士口碑及正評，亦讓陳奕迅在年尾樂壇頒獎禮成功奪得首個獎項－商業電台1996年度《叱咤樂壇生力軍男歌手銀獎》。
此外，陳奕迅於新秀歌唱大賽的出色表現深得台灣立得唱片公司老闆王祥基的讚賞，並獲邀簽約赴台灣發展，期後更專程到台灣學習國語。1997年初推出首張國語專輯《一滴眼淚》，可惜銷量不似預期。 1997年9月，陳奕迅推出第二張粵語大碟《與我常在》，專輯中的主打歌曲《與我常在》開始得到多一些香港樂迷注意。1997年11月推出第二張國語專輯《醞釀》，當中的主打歌曲《預感》亦開始獲得一些台灣歌迷喜愛。
1998年3月首次於香港開演唱會，名為「我的快樂時代演唱會」在香港藝術中心藝術節期間舉行，一共三場。因為這個小型演唱會要有個主題，而那時候他的歌曲還不多，林夕就想到了“我的快樂時代”這個主題，讓他選唱從小聽的歌曲包括陳升、譚詠麟、張學友的歌曲，以及仍未正式推出的新歌《我的快樂時代》作主題歌。陳奕迅第三張粵語專輯《我的快樂時代》於5月推出後，取得躍進性佳績，主打歌《我的快樂時代》、《我什麼都沒有》、《天下無雙》均得到傳媒熱播及得到大眾注視，此專輯在坊間贏得不少好評。於是同年年尾華星唱片乘勢為他推出新曲＋精選專輯《新生活》，反應不錯。《我的快樂時代》的成功更讓陳奕迅初次奪得首個樂壇大獎－叱吒樂壇流行榜頒獎典禮的「叱吒樂壇至尊唱片大獎」（至今他總共獲得這個獎項九次），同時憑《天下無雙》一曲奪得多個頒獎禮歌曲獎項。另外，1998年8月連同期新人歌手楊千嬅和前輩歌手梁漢文組成「華星三寶」，推出合唱專輯《大激想》。
1999年，陳奕迅兩張粵語專輯《天佑愛人》及《幸福》其中歌曲如《每一個明天》、《今日》及《幸福摩天輪》等流行一時，專輯《天佑愛人》蟬聯了「叱吒樂壇至尊唱片大獎」，更憑《幸福摩天輪》一曲更榮獲「叱咤樂壇我最喜愛的歌曲大獎」及十大勁歌金曲頒獎典禮金曲獎。此外，《每一個明天》亦奪得香港電台《十大中文金曲頒獎典禮》金曲獎，成績婓然，備受各界看好及肯定。同年陳奕迅第三張國語專輯《婚禮的祝福》亦於9月推出，當中的主打歌曲《婚禮的祝福》及與梁漢文對唱的《拔河》反應不錯，並讓他在台灣打開知名度。10月7日至10日首次於香港體育館舉行大型演唱會，一連四場的「Big Live陳奕迅大個唱99」演唱會，並獲新秀大師姐梅艷芳作特別嘉賓，偶像張學友更驚喜現身。1999年是陳奕迅在樂壇頒獎禮的豐收年。

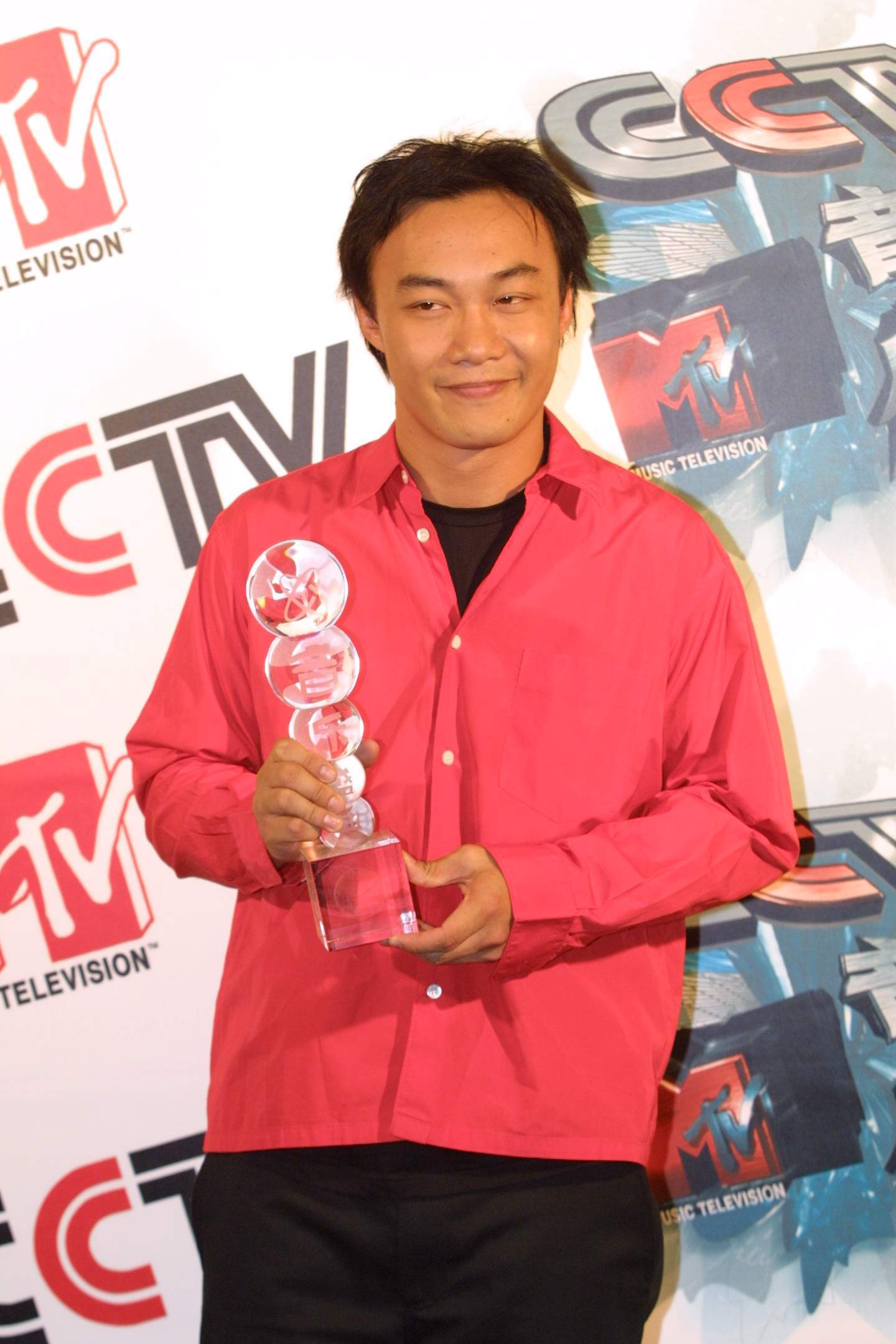
2002年於北京MTV音樂頒獎典禮

### 走紅時期：2000年－2003年
2000年，陳奕迅宣佈轉投英皇娛樂旗下品牌Music Plus，與謝霆鋒、何嘉莉和容祖兒等成為公司重要新晉歌手。當中《K歌之王》推出後大受歡迎，使他在樂壇嶄露頭角。相繼推出的專輯《打得火熱》、《Shall We Dance? Shall We Talk!》、《The Easy Ride》、《The Line-Up》等均成為熱賣作品，其他歌曲如《Shall We Talk》、《打得火熱》、《大開眼戒》、《明年今日》均進佔流行榜冠軍。並於2000、2001及2002年三度奪得「四台聯頒音樂大獎－傳媒大獎」，連續三屆成為香港四大電子傳媒音樂頒獎典禮大贏家；在2001和2002年度《叱咤樂壇流行榜頒獎典禮》連續兩次奪得「叱咤樂壇男歌手金獎」。其後在2003年度在《IFPI香港唱片銷量大獎》，奪得「全年最高銷量本地男歌手」等多個獎項。而在英皇發展期間，於2001年及2003年在香港體育館分別舉行兩次名為《The Easy Ride》（共9場）及《Third Encounter》（共7場）演唱會，
另外，2001年與林子祥合作演出商業電台主辦的《拉闊壓軸演唱會》，反應熱烈，深得樂迷讚賞。也於2002年9月出席他的師妹Twins《Ichiban興奮演唱會》（共3場）並擔任特別嘉賓。
在英皇期間，陳奕迅亦成功打入台灣市場，推出的國語專輯《反正是我》、《Special Thanks To…》和《黑·白·灰》在台灣熱賣，《十年》、《你的背包》、《兄妹》、《愛是懷疑》等國語歌曲流行一時。2002年，陳奕迅憑《反正是我》首次入圍台灣《第13屆金曲獎》「最佳國語男演唱人獎」。2003年，更憑《Special Thanks To…》奪得台灣金曲獎「最佳國語男演唱人」和「最佳流行音樂演唱專輯」，成為了暨張學友之後第二位奪得「金曲歌王」的香港男歌手、首位由香港歌手之國語專輯奪得「最佳專輯」大獎，也是首位同時奪得這兩個金曲大獎的香港歌手。同年推出的《十年》於兩岸等中華地區爆紅，陳奕迅於華語樂壇取得卓越成績，開始奠定華語樂壇天王地位。

### 低潮時期：2004年
2003年他與英皇唱片公司因未能就續約問題達成共識關係，而遭到「雪藏」。同時其任職香港房屋署總屋宇設備工程師的父親陳裘大被控受賄罪而入獄，此事對陳奕迅的打擊甚大。在整個2004年除接拍電影和零星演出，如為商台《903萬人迷大作戰》作演出嘉賓之外，陳奕迅的事業大致上處於休息狀態。原本已灌錄完成的專輯《I Had a Great Time》亦因被雪藏而胎死腹中，其後英皇將該專輯的10首新歌分別放於3張新曲加精選的合輯內推出。2004年陳奕迅的音樂事業陷入谷底，未有任何新歌面世。同年10月，徐濠縈誕下了他們的女兒陳康堤。

### 再次走紅及巔峰時期：2005年－2013年

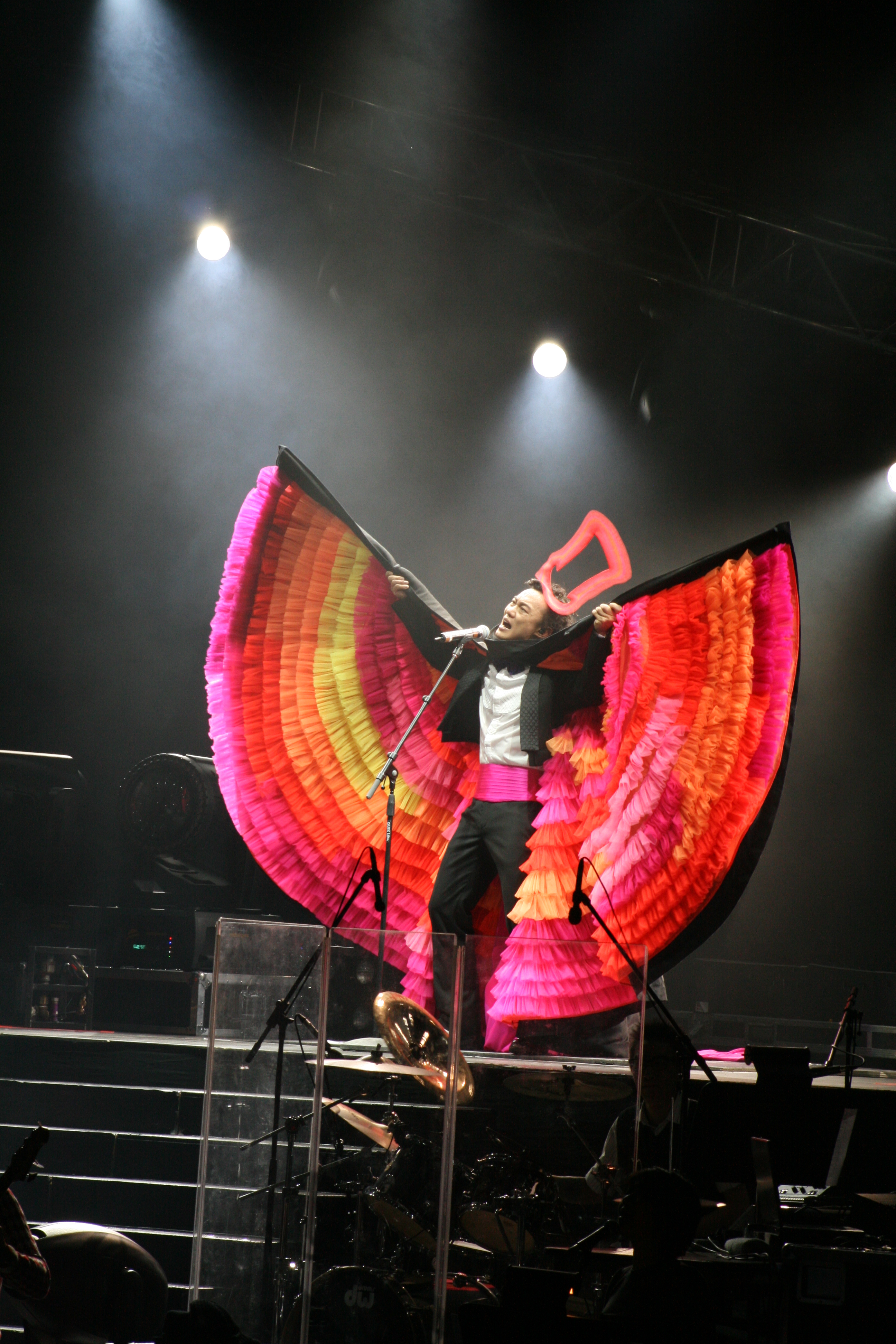
陳奕迅在2007年《Eason's Moving On Stage》演唱會中卖力演出

2005年，陳奕迅宣佈加盟環球唱片旗下新藝寶唱片，新城電台於3月17日舉行一場名為《新城唱好陳奕迅05出擊音樂會》為其正式重返樂壇打響頭炮。而作為「復出」的首張專輯《U87》亦於同年6月7日推出，四首主打歌《夕陽無限好》、《阿牛》、《浮誇》及《葡萄成熟時》皆獲香港各大傳媒流行榜週冠軍。同年11月，推出加盟新藝寶復出後首張國語專輯《怎麼樣》，由於在內地宣傳期間，因急性聲帶發炎導致失聲，令後來的宣傳活動皆被迫取消。
憑著《U87》這張專輯不但成為2005年香港最高銷售量的粵語非精選專輯，還斬獲了包含《叱咤樂壇流行榜頒獎典禮》的「叱咤樂壇男歌手金獎」及「叱咤樂壇我最喜愛的男歌手」等六項大獎。更於香港四大電子傳媒音樂頒獎典禮中，獲得「四台聯頒音樂大獎－傳媒大獎」。而《U87》更獲得《時代周刊亞洲版》評選為「2005年最值得購買的五大亞洲唱片」，認為他帶領了香港的音樂潮流。
2006年2月，陳奕迅相隔3年後再次於香港體育館舉行了一連9場《Get a Life》演唱會，門票開售首天即售罄。演唱會後推出EP《Life Continues》熱賣，主打歌《最佳損友》獲香港各大傳媒流行榜週冠軍。同年11月，推出專輯《What's Going On...?》。其中包括多首冠軍歌如《裙下之臣》、《黑擇明》和《富士山下》。《富士山下》的國語版《愛情轉移》亦獲得2007年內地多項音樂獎。他也憑藉此專在次年1月1日奪得2006年度的「叱咤樂壇男歌手金獎」和「叱咤樂壇我最喜愛的男歌手」；1月13日，於2006年度《十大勁歌金曲頒獎典禮》首次奪得「最受歡迎男歌星」獎項。至此陳奕迅終於囊括了2006年四台的男歌手獎項、正式晉升香港樂壇天王位置。其演唱會碟《Get a Life Live》亦被IFPI評選為2006年香港最高銷量的粵語唱片。
2007年4月，推出國語專輯《認了吧》，在專輯宣傳期間，分別於中國內地、香港及台灣各地舉行校園巡迴演唱會，並憑此專輯於《第19屆金曲獎》再次提名「最佳國語男歌手獎」。10月，推出專輯《Listen to Eason Chan》，是為一次大突破，整張專輯只有一首慢歌《Crying in the Party》，其餘則是各種類型的快歌。是月24日至11月6日、11月9日至10日，於香港體育館舉行《Eason's Moving On Stage 1》演唱會，因反應熱烈關係，一共六度加場至16場。自2007年10月起，陳奕迅成功舉辦《Eason's Moving On Stage世界巡迴演唱會》累計高達45場，其中踏足的地區包括：香港、澳門、台灣、美國、加拿大、澳大利亞、馬來西亞、新加坡以及中國大陸。
陳奕迅憑著《Listen to Eason Chan》於2007年度奪得「叱咤樂壇男歌手金獎」和「叱咤樂壇我最喜愛的男歌手」，是繼2005年度的商台頒獎禮後，連續第三次同時奪得這兩項大獎。同月12日奪得2007年度十大勁歌金曲的「最受歡迎男歌星」及「亞太區最受歡迎香港男歌星」，是繼劉德華後，第二位於同年度獲得此兩項獎項的男歌星。20日，於2007年度《十大中文金曲頒獎音樂會》連續三屆奪得「最優秀流行男歌手獎」、亦再次奪得「四台聯頒音樂大獎傳媒大獎」，迄今已經共得該獎5次，刷劉德華的紀錄成為獲傳媒大獎最多的歌手。

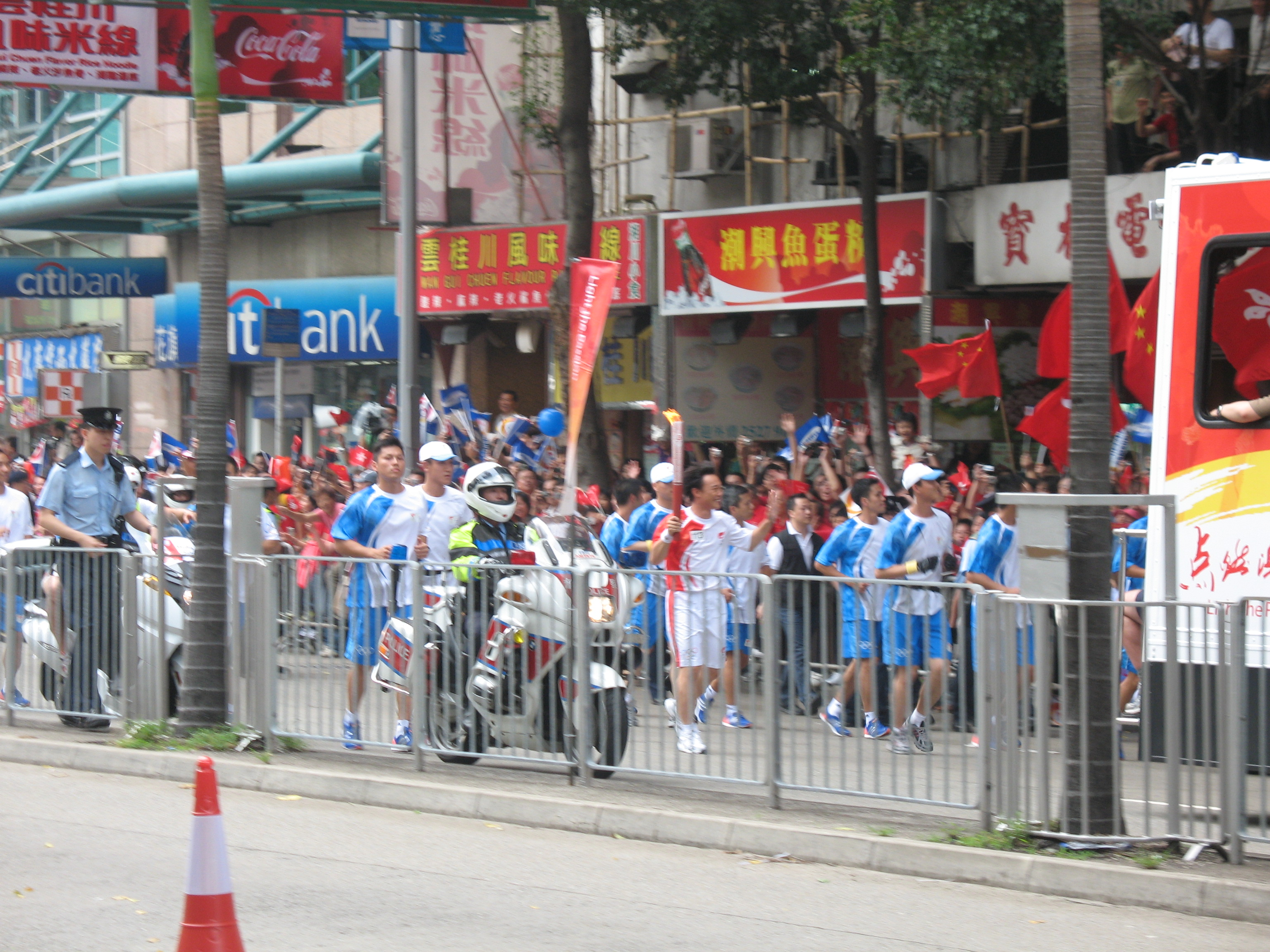
有份參與火炬傳遞的陳奕迅正向圍觀的途人揮手

2008年2月，陳奕迅首次登上央视春晚舞台，与韦唯等歌手共同演唱奥運歌曲。2008年奧運會香港區火炬傳遞時，陳奕迅曾擔任火炬手。同年8月13日，推出國語專輯《不想放手》。2008年11月，陳奕迅出席無線電視《翡翠歌星賀台慶》節目，以一身牙買加歌手Bob Marley造型與大陸歌手孫楠同台飆歌合唱經典歌《征服》及《Without You》，演出精彩，成為樂迷一時熱話。
2009年1月，再次奪得2008年度十大勁歌金曲的「亞太區最受歡迎香港男歌星」獎項。3月23日，推出專輯《H³M》。6月27日，於《第20屆金曲獎》憑《不想放手》再次奪得「最佳國語專輯獎」，並成為金曲獎首位奪得該獎項兩次的非台灣男歌手。9月21日，推出國語專輯《上五樓的快活》，並憑此專輯於《第21屆金曲獎》再次提名「最佳國語男歌手獎」。12月9日，陳奕迅在加拿大蒙特利爾為2010年冬季奧運會傳遞火炬，亦成為第一位傳遞過夏季和冬季兩季奧運會的亞裔火炬手。
2010年1月1日，憑著《H³M》於2009年度《叱咤樂壇流行榜頒獎典禮》第六次奪得「叱咤樂壇男歌手金獎」，及連續五屆奪得「叱咤樂壇我最喜愛的男歌手」，亦連續五次奪得十大中文金曲頒獎音樂會「全年最高銷量歌手大獎（男歌手）」。這張專輯同時亦獲得四台聯頒音樂大獎－大碟大獎。
2010年3月12日，推出EP《Time Flies》。同月於香港體育館舉行的《DUO陳奕迅2010演唱會》，並邀請好友謝霆鋒、梁漢文等作嘉賓，因反應熱烈5度加場至18場。
2010年5月，陳奕迅舉行他個人首次歐洲巡迴演唱會，5月間分別在英國倫敦皇家阿爾伯特音樂廳、曼徹斯特阿波羅劇院以及荷蘭鹿特丹阿侯伊體育館舉行。倫敦以及曼徹斯特站的演唱會門票均在正式售票數小時內售罄。陳奕迅是繼已故歌手羅文後，第二位進駐皇家阿爾伯特音樂廳的香港歌手。
2010年8月，與蔡健雅、張靚穎合作演出新城電台主辦的《新城極唱音樂會》，當中首度現場演唱《一支得啩》（原曲《一絲不掛》，是填詞人小克私下改編歌詞的惡搞版），因歌詞市井搞笑，並難得獲原唱者錄製於電台播放，及至親身上台演繹，均引起樂迷一時熱話及好評。
2010年10月6日，《DUO 陳奕迅2011演唱會》台北及高雄站同時開賣，門票三小時即售罄；由於反應過於熱烈，主辦單位宣佈台北站再加場。另外，陳奕迅也成了首位站上高雄巨蛋的香港歌手。12月29日，陳奕迅於新城勁爆頒獎禮共奪5個半獎成為大贏家。
2010年12月，陳奕迅、大碟《U87》及歌曲《明年今日／十年》分別獲選入《華語金曲獎》「30年30人」、「30年30碟」及「30年30歌」得獎名單中。
2011年1月1日，於2010年度叱吒樂壇流行榜頒獎典禮中獲得五個獎：包括奪得叱咤樂壇男歌手金獎、叱咤樂壇我最喜愛的男歌手、憑《陀飛輪》奪得叱咤我最喜愛的歌曲大獎等獎項，而他亦成其他唱片公司搶奪對象。3月底，亞洲電視為陳奕迅製作個人音樂會，並在4月2日播出陳奕迅首度亮相亞洲電視的節目《觸動。陳奕迅》。4月，陳奕迅聯同另外三位歌手及眾國家跳水隊運動員參與演出北京水立方舉行的慈善音樂秀《非凡之旅》；這次被邀演出的歌手乃由國家隊運動員投選出來的，當中以陳奕迅票數最高，完成這項演出後，随即飛往台灣墾丁出席《春浪音樂節》作壓軸演出。 7月，陳奕迅與環球唱片續約，並以英式皇室封爵儀式進行續約記者招待會。11月，推出國語專輯《？》。同月12日，《DUO 陳奕迅2011演唱會》再度回到臺灣，陳奕迅成了首位站上台中體育場的香港歌手。
2012年1月，陳奕迅於2011年度以《六月飛霜》及《苦瓜》在新城、叱吒、及港台頒獎禮得「4+3+5」個獎成為樂壇男歌手大贏家。同月受邀與王菲在中央電視台的春晚合唱《因為愛情》，成為一熱話。2月，於Concert YY黃偉文作品展演唱會參與演出，當中翻唱許美靜的《傾城》深受樂迷喜愛，令該曲再次熱播，成為翻唱經典之一。3月，出席浮想聯翩張國榮演唱會，並演唱張國榮作品《最冷一天》以及收錄於《What's Going On...?》的《不如不見》。同時，陳奕迅翻唱作品《最冷一天》派台，成為三台冠軍歌。4月，《DUO 陳奕迅2012演唱會》抵達倫敦，陳奕迅也成了首位站上O2體育館的華人歌手，門票開賣時更一度癱瘓官網並於短短20分鐘內售罄。 5月，陳奕迅憑《？》於台灣《第23屆金曲獎》再度提名“最佳國語男歌手獎”。
2012年8月10日，推出粵語專輯《...3mm》，其中歌曲《非礼》被指映射中國內地人“蝗虫蝼蚁”，引发广泛争议。同時也開設音樂製作公司 EAS Music，榮升老闆。8月24至26日，於亞洲國際博覽館舉行了一連三場的《Feel Free! Feel Music！陳奕迅演唱會》。11月4日，出席新城廣播有限公司於亞洲國際博覽館舉辦的《新城極唱數碼音樂廳》。12月20日，為慶祝澳門特別行政區政府成立13周年，於澳門奧林匹克體育中心運動場舉行了DUO巡迴演出的最後一站。
2013年1月，陳奕迅出席香港各大頒獎禮。除了成為各台2012年度最優秀男歌手外，更以《重口味》一歌獲得各台的至尊金曲，成為了2012年度樂壇男歌手大贏家。1月19日，獲得2012年臺灣KKBOX十大風雲歌手。KKBOX之評論「2012年陳奕迅不但成為首位站上英國O2 Arena開唱的華人歌手，也是第一位獲得「KKBOX十大風雲歌手」的香港歌手。向來多產的Eason，2012年出奇地只推出一張粵語專輯《…3mm》，但依然以新奇內容穩佔KKBOX粵語專輯日榜第1名長達70天。
2013年3月13日，出席新城廣播有限公司舉辦的《新城鑽動真情音樂會》。4月，担任湖南卫视主推的音樂類真人騷節目《中国最强音》第一季的音樂導師，同季導師為台灣音樂教父羅大佑、中國大陸搖滾歌手鄭鈞以及電影明星章子怡。7月，於香港體育館舉行第七個個人售票演唱會《EASON's LIFE 2013演唱會》，繼其2006年《陳奕迅 Get a Life 演唱會》後再次以生命為題。因反應熱烈而三度加場，合共25場，刷新自己的演唱會場次紀錄。
2013年7月22日，推出《The Key》粵語專輯，收錄《主旋律》、《任我行》等冠軍作品。陳奕迅透露這是他沒有插手創作或更改意見的專輯，但有買好友梁偉庭的畫當作新專輯封面。《The Key》成為商業電台叱吒樂壇流行榜全年播放率第一高的專輯，奪得「叱吒樂壇至尊唱片大獎」。

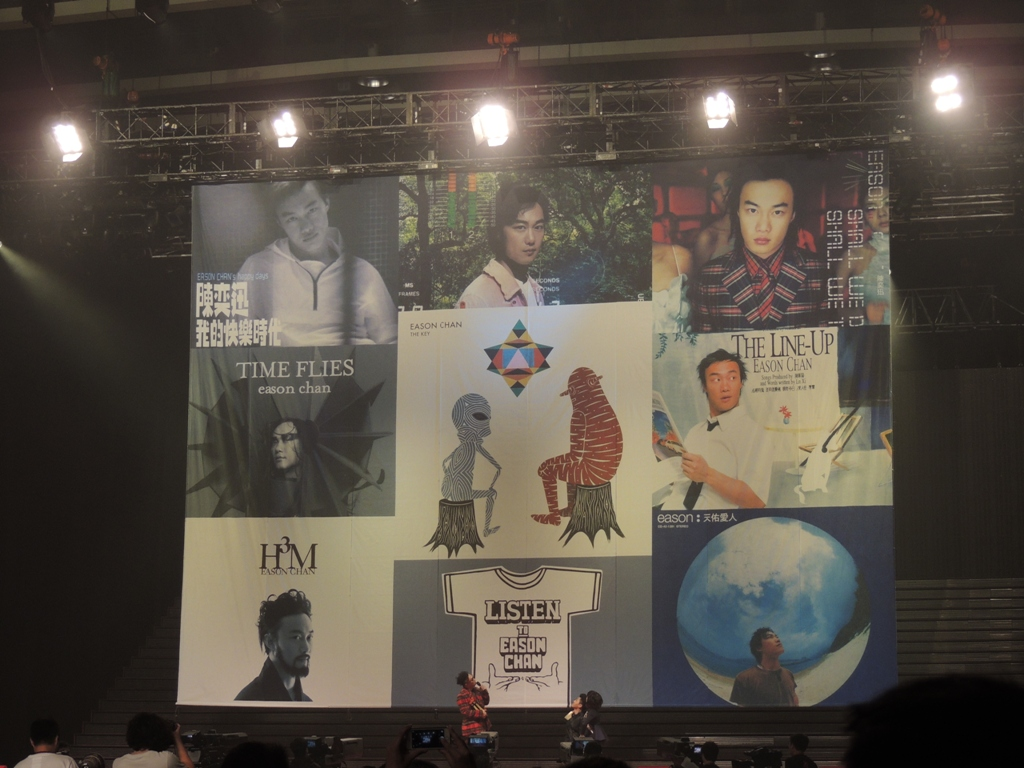
陳奕迅憑《The Key》在2013年度叱咤樂壇流行榜頒獎典禮獲得叱咤樂壇至尊唱片大獎，是第九次奪得該獎項

2013年10月，出席台北舉行的「Hennessy Artistry軒尼詩炫音之樂」音樂派對作壓軸表演，並與澳洲版X-Factor首位女冠軍Samantha Jade同台合唱《Kids》。
2013年12月28日，推出《EASON's LIFE 2013演唱會》CD、DVD及Blu-ray，當中作詞人黃偉文填詞共十三首作品均沒有收錄在內，引起部份歌迷與消費者不滿與罷買。陳奕迅解釋事件為商業決定，曾向公司爭取不果，強調事件沒有影響他與黃偉文的友誼。

### 平穩時期：2014年 - 2016年
2014年1月1日，陳奕迅在香港舉辦的《叱咤樂壇流行榜頒獎典禮》第10次拿下男歌手金獎獎座，但在演唱《任我行》、《主旋律》、《遠在咫尺》三首歌曲時均表現失準，而飽受觀眾批評他有失專業，他之後坦承不足並承諾會盡力做好現場演出。1月24日，陳奕迅獲母校英國倫敦金士頓大學頒發榮譽博士，以表揚他在音樂上及推動廣東歌的貢獻，他在致詞時清唱出廣東歌《天下無雙》獲得全場掌聲。 5月15日，發行國語專輯《Rice & Shine》（又名：《米·閃》)，請來火星電台和林俊傑擔任製作人。2014年陳奕迅並無推出粵語專輯，亦開始缺席香港四大樂壇頒獎典禮，但仍獲《叱咤樂壇流行榜頒獎典禮》頒發歌曲大獎支持，而其受歡迎程度及樂壇地位並未受到動搖。
2014年12月，陳奕迅出席韓國主辦但移師香港舉行的「MAMA亞洲音樂大獎」作特別嘉賓演唱《浮誇》，唱到副歌時台下觀眾更齊聲合唱，頓時變成陳奕迅的歌迷，相關影片在網上瘋傳，成為全城熱話。
2015年5月23日，陳奕迅於四大唱片公司與無線破冰後第二年於《萬眾同心公益金》亮相及獻唱，成為他自雙方破冰後再度首次為無線的節目參與演出。6月16日，出席「網上行x MOOV夢想系」《無條件唱陳奕迅音樂交流會》，演唱即將發行的粵語專輯《準備中》的多首新歌，包括《無條件》及《起點 · 終站》等等，演出深受歌迷讚賞。6月27日，在台灣《第26屆金曲獎》的舞台上演出組曲《八號風球》，節目是由26首香港歌手的歌組合而成的表演；當晚的頒獎典禮，陳奕迅憑《米·閃》時隔12年再度奪下最佳國語男歌手獎，成為首位二度獲得「金曲歌王」的香港歌手。
2015年7月10日，陳奕迅發行粤語專輯《準備中》，主打歌曲《無條件》在香港風摩一時，年底陳奕迅繼續缺席香港四大樂壇頒獎禮，但依然憑其歌曲的流行勇奪商業電台「叱咤樂壇至尊歌曲大獎」和「叱咤樂壇男歌手銀獎」。韓國藝人池石鎮更於韓國電視節目《無限挑戰》中演唱這首廣東歌。

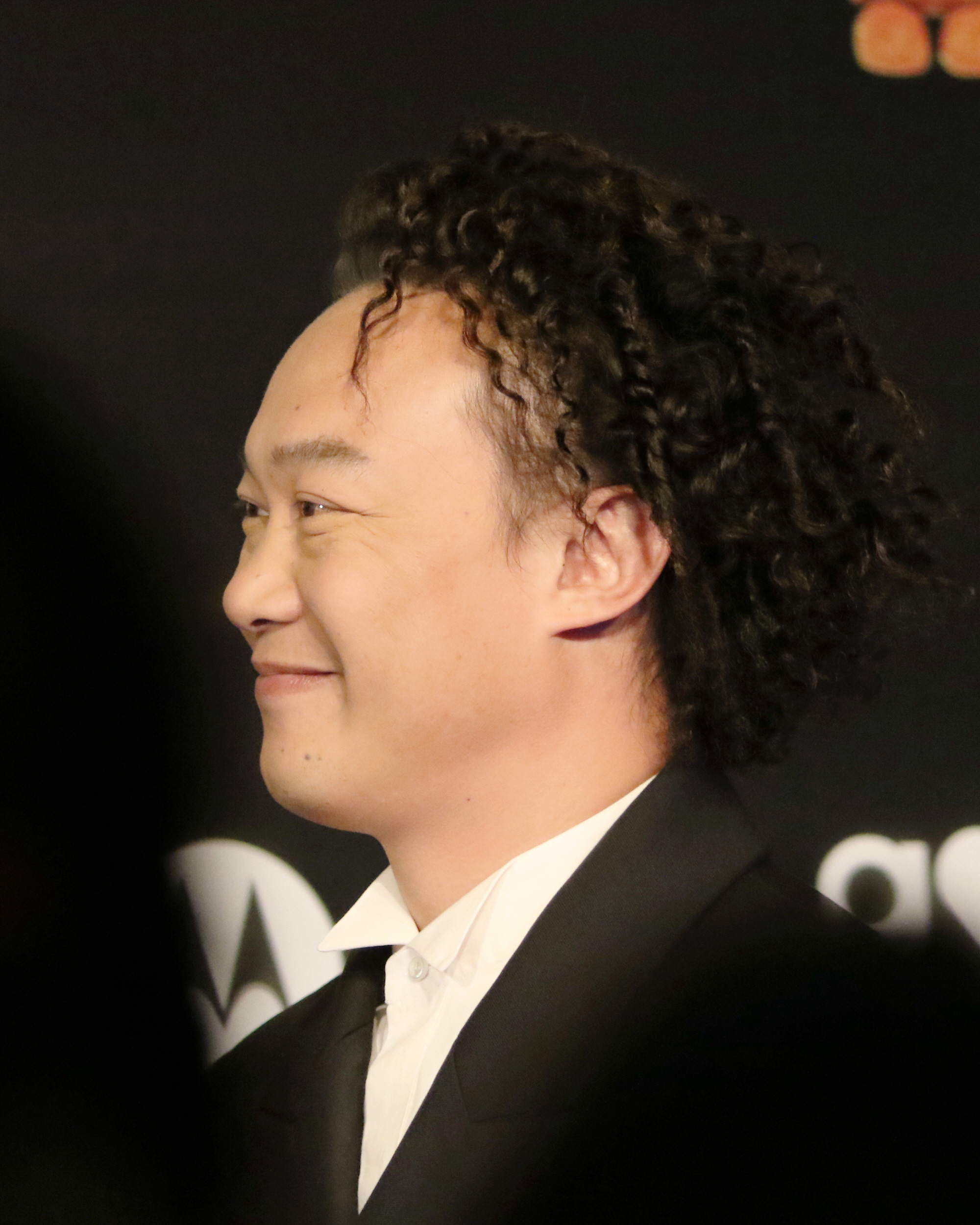
2016年，陈奕迅于音乐盛典咪咕汇红毯

直至2016年，陳奕迅舉行的《EASON's LIFE》及《ANOTHER EASON's LIFE》世界巡迴演唱會已歷時三年多，總共巡迴了超過130場。最終站更首度在北京國家體育場（俗稱北京鳥巢）舉行一連兩場的巡唱。該場館可容納觀眾多達九萬，陳奕迅是首位成功於北京鳥巢開個人演唱會的香港歌手。
2016年9月，推出全新廣東歌《四季》，成為2016年商業電台903專業推介唯一一首兩週冠軍歌。12月推出《四季》的國語版《I DO》，為同名鑽戒品牌作廣告歌。
2016年11月，推出為其參演的電影《擺渡人》獻唱的主題曲《讓我留在你身邊》。這首國語單曲推出後反應熱烈，並入圍次年的第36屆香港電影金像獎及第54屆台灣金馬獎「最佳原創電影歌曲」。該曲亦獲選為台灣第13屆KKBOX風雲榜「年度冠軍單曲」，陳奕迅以「亞太藝人」、「年度風雲歌手」得主身份壓軸表演長達14分鐘的「Special Thanks to Jim Lee」經典金曲組曲。
2016年底，出席上海東方衞視跨年晚會作壓軸表演嘉賓，演唱《讓我留在你身邊》等多首大熱歌曲。

### 以慈善演出為主：2017年 - 2021年
2017年1月1日，在2016年度《叱咤樂壇流行榜頒獎典禮》中憑《四季》獲得「叱咤樂壇至尊歌曲大獎」，陳奕迅雖剛於除夕晚在上海有演出但仍趕返香港親身領獎，可惜演唱《四季》時忘詞，表現失準被人詬病，後來在電台訪問中表示歉意，認為對演唱新歌更應熟悉，亦啟導其後以新專輯《C'mon In~》為題的世界巡迴小型音樂會。年中，担任浙江衞視歌唱選秀節目《中國新歌聲》第二季導師，節目期間與另外的導師周杰倫、劉歡分別有同台合唱演出，獲歌迷讚賞。
2017年10月，推出國語專輯《C'mon In~》。陳奕迅很欣賞音樂人陳哲廬(Jerald)，故特意邀請他為該專輯作監製，更首度舉行以宣傳專輯為主的巡迴演唱。是次新歌音樂會「Eason Says Cmon in~ tour」在全球18個城市舉行，唯獨香港站增至兩場，於10月11日及12日在旺角麥花臣室內場館舉行，是2013年香港演唱會後再次公開演唱，亦是他第一次於麥花臣體育館舉辦音樂會；陳奕迅指在麥花臣這類比較細小的場地唱歌，他希望可以令歌迷聽得清楚點，更享受他的歌聲。為加強推廣該國語專輯，亦首次拍攝電視劇集以助宣傳；於專輯推出同日，在香港ViuTV播出陳奕迅主演的電視劇集《短暫的婚姻》，劇集主題曲《誰來剪月光》及插曲均來自該國語專輯；劇集播出後，好評如潮，演出備受讚賞，成為一時熱話。 
2018年1月，陳奕迅驚喜現身30週年的《叱咤樂壇流行榜頒獎典禮》作特別表演嘉賓 ，與林海峰、何秉舜合作演出名為「我的叱咤快樂時代」的表演環節， 深受讚賞，演出片段至今亦繼續流傳。及後亦在第四十屆十大中文金曲音樂會中，憑《誰來剪月光》獲得「全球華人至尊金曲獎」，陳奕迅已第10次獲得此至尊大獎，是該獎紀錄保持人，音樂會當晚更以組曲形式表演自己多年獲得這個大獎的經典歌曲。
2018年4月，為劉若英導演的電影《後來的我們》獻唱主題曲《我們》。這首國語單曲深受歌迷喜愛，並入圍台灣《第55屆金馬獎》「最佳原創電影歌曲」。這首單曲推出半年，已於KKBOX華語年度單曲累積榜攻入TOP 50。
2018年5月25日，發布廣東歌《與你常在》，陳奕迅曾在2012年DUO陳奕迅世界巡迴演唱會澳門站首次演出此曲。在6月22日推出新歌《漸漸》，並宣佈於2018年年底將以eason and the duo band名義推出大碟《L.O.V.E.》，以紀念2010-2012年《DUO陳奕迅世界巡迴演唱會》的合作和友誼。整個專輯計劃歷時六年，多數歌曲皆為巡演期間錄製的作品。
2018年6月23日，憑《C'mon In~》提名台灣《第29屆金曲獎》多個獎項的陳奕迅，在當晚奪下生涯第三座最佳國語男歌手獎，追平台灣歌手殷正洋的紀錄，成為奪得「金曲歌王」次數最多的歌手之一，同時也成為奪得該獎項次數最多的香港歌手。此專輯更獲得壓軸獎項「年度專輯獎」的殊榮，陳奕迅帶著製作人Jerald一同上台領獎，並強調這張國語專輯是香港製造，以此為傲。
2018年8月3日，陳奕迅宣布續約環球唱片，並表示自己會續約的原因緣於與寶麗金唱片的「情」，同時宣佈旗下音樂製作公司EAS Music簽約郭偉亮(Eric Kwok)，成為EAS Music首位陳奕迅以外的藝人。8月30日，為紀念已故巨星陳百強及其60歲冥壽，環球唱片推出一張粵語翻唱致敬大碟《環球高歌陳百強》，收錄了多首重新編曲演唱的陳百強經典歌曲，由十二位香港著名歌手參與，當中陳奕迅揀選了《深愛著你》翻唱作為對陳百強的致敬。
2018年10月27日，陳奕迅在中環海濱空地摩天輪下舉行了一場自資的《L.O.V.E. is Live 2018陳奕迅慈善演唱會》，門票主要經受邀的十多間慈善機構免費派發，並免費網上直播。陳奕迅與巡演班底DUO Band於是次演唱會再次重聚，演出年尾才發行的《L.O.V.E.》大碟歌曲，而為了呼應「DUO」概念，每一首新歌精選了一首對應的歌曲演唱。舞台上更擺放了一把吉他和一束白色鮮花，以悼念已故DUO Band成員盧凱彤。當晚不少未能入場的歌迷聚集於「核心外圍」一起露天欣賞。
2018年12月12日，Eason and the duo band的大碟《L.O.V.E.》正式推出，隨即登上IFPI唱片銷量榜冠軍寶座。
2019年1月，再次缺席香港四大音樂頒獎禮，但憑歌曲《可一可再》和《漸漸》獲得《叱咤樂壇流行榜頒獎典禮》和《十大中文金曲頒獎典禮》的歌曲獎項。
2019年6月29日，以粵語歌為主的專輯《L.O.V.E.》一共入圍台灣《第30屆金曲獎》三項獎項的eason and the duo band團隊，最終由製作人王雙駿奪得「最佳專輯製作人獎」，並由陳奕迅、岑寧兒及孫偉明上台為其代領，是金曲獎史上首次有粵語專輯獲獎。而陳奕迅亦在該屆頒獎典禮上擔任開場表演嘉賓，演出多位金曲獎紀錄保持人的作品，名為《金氏紀錄》的組曲，演出大獲好評，表演曲目包括江蕙的台語歌甲你攬牢牢，獲網民讚賞他唱的台語十分標準；另外，表演開段陳奕迅抱著一把木吉他現身唱出「感謝這一刻為我彈吉他的人...」（陳奕迅歌曲《Special Thanks To 1》歌詞），他手中彈的正是盧凱彤生前擁有的Martin 12 Fret Dreadnought吉他，早於2010年盧凱彤已用過這把木吉他為陳奕迅的《DUO》演唱會彈奏《囍帖街》。
2019年8月，正式宣布於2019年12月－2020年1月間舉辦Fear & Dreams跨年演唱會。開售時一票難求，掀起撲飛熱潮， 但是其後由於“無法預計和保證25場演出期間的觀衆安全和相關交通配套”，該演唱會於2019年11月21日宣佈全部取消。
2020年受邀與台灣歌手蔡依林合唱英文公益歌曲《Fight as One》，為COVID-19疫情全球大爆發下辛勞抗疫的醫護人員打氣，單曲於4月3日正式發佈。
2020年4月19日，與歌神張學友及多名國外知名明星一同受邀參加「同一個世界:團結在家-公益演唱會」為抗擊嚴重特殊傳染性肺炎疫情籌款。陳奕迅分別於香港時間凌晨約3時30分及清晨6時30分登場。首次登場時，他先後以粵、國、英三語感謝醫護人員，之後自彈自唱了自己二十多年前的歌曲《我甚麼都沒有》及約翰·藍儂（John Lennon）的《Love》。前者以結他伴奏，後者則以鋼琴伴奏。
2020年7月11日，與DUO 團隊及一眾音樂界好友舉行「Live is so much better with Music Eason Chan Charity Concert」為疫情下沒有收入的演藝界人士籌款及提供工作機會。音樂會分別於香港時間清晨6時(「日出」)及黃昏5時30分（「日落」）進行並在數十個平台免費直播。惟因避免人羣眾集，日出部份已於前一日在尖沙咀海旁錄影，日落部份則按原定計劃，在紅館進行直播，他一共演唱了10首粵語及2首國語金曲。因疫情關係，是次表現並無安排大眾入場欣賞，屬他首次在沒有任何觀眾下於紅館演唱。
2020年7月15日，推出自己20年前的名曲《Shall We Talk》的重新編曲版《Shall We Talk Tre Lune MMXIX》。這個版本是衛生防護中心「陪我講 Shall We Talk」精神健康計劃的主題曲，並邀得陳奕迅作宣傳大使。
2020年8月5日，受內地歌手趙英俊邀請，推出翻唱作品「世界上不存在的歌（2020重唱版）」。
2020年10月15日，繼接近兩年前的作品後，再度推出粵語歌《致明日的舞》。同年11月20日，推出另一首粵語歌《是但求其愛》（註：原曲是台灣歌手嚴正嵐2018年的歌曲《有什麼》）。《是但求其愛》推出後，反應熱烈，作詞人小克構思的歌名更引起不少歌迷討論。
2021年3月初，隨着電視廣播有限公司 (TVB) 與三大唱片公司「破冰」，陳奕迅所屬的環球唱片已將其新歌《是但求其愛》派往該台。這意味着自2016年無線再度「封殺」環球，他繼《黑洞》後再有獲派往TVB的歌曲，而他亦有望在TVB的音樂節目亮相。同年4月11日，《是但求其愛》成為勁歌金榜冠軍歌；這是陳奕迅自2009年的《沙龍》之後，相隔十二年再次奪得勁歌金榜冠軍歌。
2021年9月10日，與歌劇歌唱家芮妮·弗萊明、鋼琴家郎朗一同推出公益歌曲《I Want...》並發行唱片。此合作為推動國際發展的其中一個項目，目的在支持音樂與藝術，唱片銷售及歌曲下載收益將全數用於支持慈善基金領賢慈善基金 （页面存档备份，存于）。歌曲由作曲家高世章重新改編經典名曲《I Want You to Be My Baby》，以三種不同語言錄製。
2021年11月8日，推出為線上遊戲《英雄聯盟》首部動畫劇集《奧術》獻聲的中文主題曲《孤勇者》。這首國語單曲的作詞人唐恬是陳奕迅歌迷，早於2012年，她的父母於唐恬患重病時在《中國夢想秀》電視節目中，表示希望能幫女兒完成為偶像陳奕迅填寫歌詞的願望。九年後，唐恬終於圓夢。《孤勇者》推出後引起很大迴響，於中國大陸上線當晚，即創下2億次播放量；除紅爆兩岸及馬來西亞等地，亦因為廣受小朋友喜愛及琅琅上口，被笑稱為新一代兒歌神曲。次年12月卡塔爾世界盃準決賽開場前於足球場上播放陳奕迅的《孤勇者》作暖場曲，更有外國球迷識跟唱，相關短片於網上瘋傳，成為一時熱話。 官方MV發佈YouTube短短兩年，亦已獲得超過六千萬點擊，成為陳奕迅YouTube 頻道內收看次數最高的音樂影片。《孤勇者》於台灣連續兩年熱播，分別佔據台灣KKBOX 音樂平台2022年度以及2023年度播放量最高華語單曲第三位和第二位，成績斐然。
2021年11月23日，受邀擔任香港共融樂團年度盛事《觸感-色彩共融慈善音樂會》演出嘉賓。音樂會無設公開售票，主辦單位將大部分門票發放予各慈善機構，目的在推動殘疾人士發展音樂才能。陳奕迅當晚壓軸登台，演唱由香港共融樂團總監廖原（Vincent Liauw）全新編曲的多首經典歌曲，包括《今日》、《每一個明天》及《Shall We Talk》等，並翻唱了披頭四（The Beatles）的《The Fool On The Hill》。陳奕迅於Talking環節表示已期待這次演出許久，且說到他最開心的事就是在舞台上唱歌表演。相關演出部份已發佈至陳奕迅本人的YouTube頻道。

### 續推新作品及世界巡迴演出：2022年至今
2022年8月19日，陳奕迅在中國抖音音樂平台舉行了一場《EasON AIR》免費線上直播音樂會，共演唱了六首歌曲，包括五首改編其他歌手的國粵語歌曲，以及首次公開演唱自己作曲的粵語歌《下週同樣時間 (再見)》。 雖然選曲有不少冷門歌，但他希望透過這歌單，讓大眾於疫情期間能隨歌曲放鬆心情。
2022年8月20日，受香港歌手林家謙邀請作演唱會嘉賓，在相隔多年後再次踏上紅館舞台演出，演唱《致明日的舞》及《今日》兩首歌曲。
2022年9月21日，陳奕迅正式宣佈12月9日起將會在香港體育館舉行《陳奕迅FEAR AND DREAMS香港演唱會》，合共18場。是次演唱會原定在2019年12月舉行25場，但由於受到社會事件影響而取消；此演唱會也是陳奕迅睽違9年再次登上紅館舉行個人演唱會。為令更多歌迷買到門票及打擊黃牛黨，是次演唱會取消銀行信用卡優先訂票，將接近五成門票公開發售及每人限買4張。10月10日，由於反應熱烈，主辦方宣布加開1月2-3及6-7日，共4場。10月20日，主辦方宣布終極加開1月8及13-14日，共3場，七成門票公開發售。10月26日，主辦機構宣布經兩度加場後合共25場門票全數售罄，陳奕迅亦在社交平台上向歌迷表達謝意：「老土我都要講：『我愛大家！』」2023年1月1日，主辦機構宣布再度加開1月10-11日2場，並將接近八成門票公開發售，合共27場，打破其個人演唱會場次紀錄。
音樂平台JOOX於演唱會開鑼之前，舉行了投選《Eason's 100 Hits陳奕迅熱歌榜》活動，引來超過100萬網友進行投票，第一位是獲票接近60萬的《單車》、第二至第十位分別是《葡萄成熟時》、《陀飛輪》、《浮誇》、《富士山下》、《明年今日》、《孤勇者》、《Shall We Talk 》、《歲月如歌》及《是但求其愛》。
2022年12月8日，陳奕迅推出廣東歌《人啊人》，由林家謙作曲、周耀輝填詞、李榮浩編曲、陳奕迅和林家謙監製。作詞人周耀輝更憑這首歌獲得台灣《第34屆金曲獎》「最佳作詞人獎」，是金曲獎史上首次有廣東歌入圍及獲得該獎項。
2023年1月9日，陳奕迅繼續推出廣東單曲《盲婚啞嫁》，由陳奕迅、林家謙作曲、沐木臣填詞、李榮浩編曲、陳奕迅和林家謙監製。MV及劇場版由非末傳播和天下一製作，並於1月10日 FEAR AND DREAMS 香港演唱會內進行全球首播及首唱。
《Fear and Dreams》演唱會進行期間，大眾反應熱烈。雖然歌單一半是冷門歌，但整個製作由舞台設計、歌曲編排以至聲線狀態，均獲好評。每場安歌環節的演唱曲目均即晚上載至他的YouTube 頻道，演唱會期間更曾佔據YouTube 本地熱播音樂影片頭三位（每個頻道只限三條影片可同時入榜），演唱會熱度做成「洗板」效應。 2023年1月15日，陳奕迅在香港站演唱會完結後，於記者會上宣佈將會在4月起進行世界巡迴演出，率先前往馬來西亞、新加坡及台灣。
2023年3月10日，陳奕迅推出廣東歌《塵大師》，由林家謙作曲、林海峰填詞、李榮浩編曲、陳奕迅和林家謙監製。3月25和26日，陳奕迅與公司為宣傳新歌，於銅鑼灣京士頓街舉行快閃展覽「塵大館」，引來逾千名歌迷圍觀。
2023年7月9日，經理人公司為陳奕迅舉辦「臣秘生日活動」，與過百位歌迷見面和提前慶祝生日，並宣佈將推出《Fear and Dreams》演唱會紀念特集Box Set。同月於台北小巨蛋舉行一共 7 場《FEAR AND DREAMS 世界巡迴演唱會》，成為在台北小巨蛋開唱最多場次的香港歌手。台灣歌迷於第一場安排大型排字應援，用大紙牌砌出「WE♡EASON♡ TW」給他大驚喜；第二晚演出過後，演唱會團隊於後台為他送上另一小驚喜，祝賀他出道 28 週年； 尾場台灣歌迷繼續排字應援，砌出「Happy Birthday」及生日蛋糕圖案，預祝他生日快樂，讓他深受感動。 
2023年8月擔任AGA（江海迦）首場紅磡演唱會的表演嘉賓，二人合唱尚未正式推出的新歌《Special One》。 《盲婚啞嫁》劇場版於 LONG STORY SHORTS May 2023獲多個提名及獎項，包括最佳短篇電影、最佳演員 (陳奕迅)、最佳導演等。8月30日至9月25日《Fear and Dreams》世界巡迴演唱會展開北美站演出，先後在紐約、多倫多、芝加哥、安納海姆、舊金山和溫哥華六大城市開唱，並成為首位在舊金山大通中心（Chase Center）舉辦個人演唱會的亞洲歌手。
2023年10月推出新專輯《Chin Up!》，獲香港唱片銷量榜連續7週冠軍。隨後11月3日于澳门举行新专《Chin Up》的发布会，并發佈專輯內的國語歌《社交恐懼癌》的劇場版，梁朝偉更客串當中一角給樂迷大驚喜。發布會上，陳奕迅同時與環球音樂集團完成續約儀式，逾百家媒體及近千名歌迷共同見證這一重要時刻。
2024年陳奕迅繼續進行FEAR and DREAMS世界巡迴演唱會及偶爾擔任演唱會表演嘉賓。同年6月憑《社交恐懼癌》入圍台灣第35屆金曲獎的最佳單曲製作人，而該MV更成功贏得金曲獎的最佳MV獎。同年11月為艾美獎得獎動畫《奧術》(Arcane)的第二季劇集再次獻聲，推出國語單曲《這樣很好》(Isha’s Song)，歌曲收錄於該動畫原聲大碟，亦是專輯內唯一的中文歌。隨著奧術第二季於世界各地的Netflix 播出後，陳奕迅於Spotify 的每月聽衆人數由11月接近二百萬大幅攀升至12月的四百萬以上。
2025年1月陳奕迅受邀與10名中國奧運及殘奧選手在中央電視台的春晚合唱《孤勇者》，是繼2012年相隔13年後再度登上春晚舞台，成為一時熱話。 2025年繼續於世界各地進行FEAR and DREAMS 巡迴演唱會，更首次巡演到日本。橫濱站獲日本著名音樂家西村由紀江捧場，並讚賞其演唱會精彩，音樂類型及題材豐富。 同年6月憑《這樣很好》入圍台灣第36屆金曲獎的年度歌曲。7月參與演出香港麥當勞50週年i’m loving it音樂會，期間和軟硬天師重唱19年前由《夕陽無限好》改詞的經典惡搞歌麥當勞無限好。7月8日入駐哔哩哔哩。

## 演員生涯
陳奕迅自1997年開始從影，至今演出超過四十部電影。曾因《神經俠侶》獲提名「香港電影金紫荊獎最佳男主角」、《薰衣草》獲提名「香港電影金像獎最佳男配角」、《破事兒》獲提名「金馬獎最佳男配角」，在「美濤·領銜2009騰訊網星光大典」中憑電影《金錢帝國》獲得港台年度電影男演員榮譽。
2017年陳奕迅演出ViuTV電視劇《短暫的婚姻》Galen一角，表演受讚賞，更於2018年入圍第23屆《亞洲電視大獎》最佳男主角。

## 唱片列表
| 年份 | 發行                  | 粵語專輯 | 國語專輯                                               | 音樂會CD／VCD／DVD 或合輯                                           | 線上          |
| ---- | --------------------- | --- | ------------------------------------------------------ | ------------------------------------------------------------------- | ------------- |
| 1996 | 華星唱片              | 《陳奕迅》 | 《一滴眼淚》                                           |                                                                     |               |
| 1997 | 華星唱片              | 《與我常在》 | 《醞釀》                                               |                                                                     |               |
| 1998 | 華星唱片              | 《我的快樂時代》 《新生活》（新曲+精選）                                                                                   |                                                        | 《大激想》 《超人迪加》                                             |               |
| 1999 | 華星唱片              | 《天佑愛人》 《幸福》（EP）                                                                                                | 《婚禮的祝福》                                         | 《Big Live陳奕迅大個唱99》                                          |               |
| 2000 | 華星唱片              | 《Nothing Really Matters》 《68'29"》（新曲+精選）                                                                         |                                                        | 《Eason & Friends 903 Id Club拉闊音樂會》                           |               |
| 2000 | MusicPlus（英皇娛樂） | 《打得火熱》 |                                                        |                                                                     |               |
| 2001 | MusicPlus（英皇娛樂） | 《Shall We Dance? Shall We Talk!》 《The Easy Ride》                                                                       | 《反正是我》                                           | 《The Easy Ride 演唱會》                                            |               |
| 2001 | 華星唱片              | 《Mixed Up》（混音大碟） 《Eason 18首選》（新曲+精選）                                                                     |                                                        |                                                                     |               |
| 2002 | MusicPlus（英皇娛樂） | 《The Line-Up》 《4 A Change & Hits》（新曲+精選）                                                                         | 《Special Thanks To...》                               | 《芝See菇Bi Family-五星級的家》                                     |               |
| 2003 | MusicPlus（英皇娛樂） | 《Live For Today》 | 《七》（新曲+精選） 《黑·白·灰》                       | 《Third Encounter Live》                                            |               |
| 2004 | MusicPlus（英皇娛樂） | |                                                        | 《英皇鋼琴熱戀系列 - 陳奕迅》（純音樂） 《陳奕迅&葉蒨文拉闊音樂會》 |               |
| 2005 | MusicPlus（英皇娛樂） | 《Great 5000 Secs》Vol. 1（新曲+精選） 《Great 5000 Secs》Vol. 2（新曲+精選）                                              |                                                        |                                                                     |               |
| 2005 | 新藝寶唱片            | 《U87》 | 《怎麼樣》                                             |                                                                     |               |
| 2006 | 新藝寶唱片            | 《Life Continues...》(EP) 《What's Going On...?》                                                                          |                                                        | 《Get A Life Eason Chan Live in Hong Kong》                         |               |
| 2006 | MusicPlus（英皇娛樂） | 《我的最好時代》（精選） 《Sound & Sight》（新曲+精選）                                                                    |                                                        |                                                                     |               |
| 2007 | 新藝寶唱片            | 《Listen to Eason Chan》                                                                                                   | 《認了吧》                                             | 《Eason's Moving On Stage 1》                                       |               |
| 2007 | MusicPlus（英皇娛樂） | | 《你的 陳奕迅 國語精選》（精選）                       | 《Sound & Sight Karaoke》                                           |               |
| 2008 | 新藝寶唱片            | 《Solidays》（新曲+精選）                                                                                                  | 《不想放手》 《The First Eleven Years 然後呢》（精選） |                                                                     |               |
| 2008 | MusicPlus（英皇娛樂） | 《陳奕迅…廣東精選（黑膠 LP）》（精選） 《陳奕迅48首選》（精選） 《The Best Moments》（精選） 《陳奕迅（LPCD 45）》（精選） |                                                        |                                                                     |               |
| 2009 | 新藝寶唱片            | 《H3M》 | 《上五樓的快活》                                       |                                                                     |               |
| 2009 | 華星唱片              | 《陳奕迅 Eason Chan（LPCD 45）》（精選）                                                                                   |                                                        |                                                                     |               |
| 2010 | 新藝寶唱片            | 《Time Flies》 (EP) 《Taste the Atmosphere》（EP）                                                                         |                                                        | 《DUO》                                                             |               |
| 2011 | 新藝寶唱片            | 《Stranger Under My Skin》（EP）                                                                                           | 《?》                                                  | 《This Is an EASecret》                                             |               |
| 2012 | 新藝寶唱片            | 《...3mm》 《...3mm Remix》(EP)                                                                                            |                                                        |                                                                     |               |
| 2013 | 新藝寶唱片            | 《The Key》(Mini Album) |                                                        | 《Eason's Life 陳奕迅2013演唱會》                                   |               |
| 2014 | 新藝寶唱片            | | 《Rice & Shine》                                       |                                                                     |               |
| 2015 | 新藝寶唱片            | 《準備中》 |                                                        |                                                                     |               |
| 2016 | 新藝寶唱片            | |                                                        |                                                                     |               |
| 2017 | 環球唱片              | | 《C'mon In~》                                          |                                                                     |               |
| 2018 | 環球唱片              | 《L.O.V.E.》 |                                                        |                                                                     |               |
| 2019 | 環球唱片              | |                                                        | 《Duo Love》                                                        |               |
| 2020 | 環球唱片              | |                                                        |                                                                     |               |
| 2021 | 環球唱片              | |                                                        | 《I Want...》（Single）                                             |               |
| 2022 | 環球唱片              | |                                                        |                                                                     | 《EasON AIR》 |
| 2023 | 環球唱片              | 《CHIN UP!》 |                                                        |                                                                     |               |
| 2025 | 環球唱片              | |                                                        | 《FEAR and DREAMS》                                                 |               |

## 個人大型演唱會
| 陳奕迅香港個人大型售票演唱會列表 | 陳奕迅香港個人大型售票演唱會列表 | 陳奕迅香港個人大型售票演唱會列表                                 | 陳奕迅香港個人大型售票演唱會列表 | 陳奕迅香港個人大型售票演唱會列表 | 陳奕迅香港個人大型售票演唱會列表 | 陳奕迅香港個人大型售票演唱會列表 |
| -------------------------------- | -------------------------------- | ---------------------------------------------------------------- | -------------------------------- | -------------------------------- | -------------------------------- | --- |
| 次序                             | 年份                             | 演唱會名稱                                                       | 場數                             | 場地                             | 主題曲                           | 備註 |
| 01                               | 1999年                           | 《Big Live陳奕迅大個唱99》                                       | 4                                | 紅磡香港體育館                   | －                               | 首個個人大型售票演唱會 |
| 02                               | 2001年                           | 《The Easy Ride》                                                | 9                                | 紅磡香港體育館                   | －                               | 加盟英皇娛樂後的首個演唱會 |
| 03                               | 2003年                           | 《Third Encounter》                                              | 7                                | 紅磡香港體育館                   | －                               | |
| 04                               | 2006年                           | 《Get a Life》                                                   | 9                                | 紅磡香港體育館                   | －                               | 復出後首個大型演唱會 |
| 05                               | 2007年                           | 《Eason's Moving On Stage 1》                                    | 16                               | 紅磡香港體育館                   | 《演唱會》                       | 《Eason's Moving On Stage世界巡迴演唱會》首站 |
| 06                               | 2010年                           | 《DUO》                                                          | 18                               | 紅磡香港體育館                   | －                               | 《DUO陳奕迅世界巡迴演唱會》首站 |
| 07                               | 2012年                           | 《Feel Free! Feel Music!》                                       | 3                                | 亞洲國際博覽館                   | 《重口味》                       | 《Feel Free! Feel Music! 陳奕迅演唱會》首站 |
| 08                               | 2013年                           | 《EASON's LIFE》                                                 | 25                               | 紅磡香港體育館                   | －                               | 《EASON's LIFE世界巡迴演唱會》首站 |
| 09                               | 2017年                           | 《Eason Says C'mon In~Tour》                                     | 2                                | 旺角麥花臣場館                   | －                               | 国语专辑《C'mon In~》新歌分享会 |
| 11                               | 2020年                           | 《Live is so much better with Music Eason Chan Charity Concert》 | 1                                | K11 MUSEA、紅磡香港體育館        | －                               | 是次演唱會下午部分以紅館為演出場地，但因疫情緣故，不設現場觀衆。 |
| 12                               | 2022年-2023年                    | 《FEAR AND DREAMS》                                              | 27                               | 紅磡香港體育館                   | －                               | 首次在港舉行跨年演唱會，原定2019年12月舉行25場，但由於香港局勢不穩而全數取消。 事隔三年，在2022年12月重新舉辦；12月24日平安夜為陳奕迅在紅磡香港體育館的第100場演出。 2023年1月1日，主辦單位宣布於1月10日及11日再度加開兩場，打破其個人演唱會場次紀錄。 |

| 紅磡香港體育館總場數 | 紅磡香港體育館總場數 | 紅磡香港體育館總場數 | 紅磡香港體育館總場數 | 紅磡香港體育館總場數 |
| -------------------- | -------------------- | -------------------- | -------------------- | -------------------- |
| 1990年代             | 2000年代             | 2010年代             | 2020年代             | 備註                 |
| 4                    | 41                   | 48                   | 28                   | 總場數：121          |

## 演出作品

### 電影
陳奕迅自1997年起亦成為電影演員，其中在以下電影獲得過提名：
| 年份 | 電影     | 角色           | 提名                                        | 獲獎 |
| ---- | -------- | -------------- | ------------------------------------------- | ---- |
| 2000 | 薰衣草   | CHOW CHOW      | 第二十屆香港電影金像獎 《最佳男配角》       | 提名 |
| 2005 | 神經俠侶 | 陳俊傑         | 第十一屆「香港電影金紫荊獎」 《最佳男主角》 | 提名 |
| 2007 | 破事兒   | 鄭錦富（阿富） | 第四十五屆「金馬獎」 《最佳男配角》         | 提名 |

### 電視節目
陳奕迅曾多次替TVB電視劇主唱主題曲或插曲，並數度在電視劇客串過。此外，他亦曾擔任過電視節目主持。2011年，更首度為亞洲電視演出節目，名為《觸動．陳奕迅》的音樂特輯。2016年，陳奕迅擔任ViuTV開台啟播禮特備節目的壓軸表演嘉賓；並於2017年尾，主演ViuTV電視劇《短暫的婚姻》，甚獲好評，並獲提名第23屆亞洲電視大獎最佳男主角。
除了香港，陳奕迅亦曾於中國大陸及台灣參與不少音樂及綜藝節目。2013年，亮相湖南衛視歌唱選秀節目《中國最強音》任導師，同期導師還有歌手羅大佑、歌手鄭鈞以及電影明星章子怡。2017年，擔任浙江衞視歌唱選秀節目《中國新歌聲》第二季導師。

### 配音
- 2001 - 迷失帝國：阿特蘭蒂斯
- 2002 - 鐵達尼號（無綫）
- 2005 - 小企鵝大長征
- 2007 - 森林反恐隊
- 2008 - 功夫熊貓
- 2011 - 功夫熊貓2
- 2016 - 功夫熊貓3

### 舞台劇
- 1998 - 漫步人生路（1998）
- 2001 - 香港藝術節 - 蘇絲黃的美麗新世界
- 2005 - 人神鬥
- 2006 - 大煞風景

### 廣播劇
- 1998 - 漫步人生路（商業電台）
- 2000 - 鹿鼎記（香港電台）飾  韋小寶
- 2000 - 十二個實驗夜（商業電台）
- 2000 - 一路順風（新城997）
- 2001 - 藍寶石的夜空（新城娛樂台）
- 2002 - 五星級的家（叱咤903）飾 苦公
- 2006 - 來不及聽你說愛我（叱咤903）
- 2006 - 黃金少年（叱咤903）*特別演出
- 2016 - 月球下的人（903）

### 電台節目
- 2018 - 1872陳奕迅（叱咤903）

## 榮譽及獎項
陳奕迅被視為千禧年代最成功的香港歌手之一，除了在大中華地區的各大音樂頒獎禮獲獎無數，更是多個大獎的紀錄保持者。
他曾在2000年-02年、2005年及2007年五度獲得香港四台聯頒傳媒大獎，成為紀錄保持者。
陳奕迅出道至今，已於叱咤樂壇流行榜頒獎典禮 9度奪得「至尊唱片大獎」；先後憑〈K歌之王〉（2000年）、〈夕陽無限好〉（2005年）、〈七百年後〉（2009年）、〈重口味〉（2012年）、〈任我行〉（2013年）、〈無條件〉（2015年）及〈四季〉（2016年）7度奪得「至尊歌曲大獎」；10度奪得「男歌手金獎」；9度連續奪得「我最喜愛的男歌手獎」；5度奪得「我最喜愛的歌曲大獎」，陳奕迅均是以上五項大獎的紀錄保持者。
於香港電台的十大中文金曲獎，連續13年（2005－2017年）獲得「最優秀流行男歌手大獎」；10次奪得「全球華人至尊金曲獎」；及10 次奪得「全年最高銷量男歌手獎」，陳奕迅亦是以上三項大獎的紀錄保持者。他亦多次奪得各頒獎禮的金曲獎、男歌手獎及專輯獎。
1998年，他憑《我的快樂時代》及歌曲〈天下無雙〉首次在頒獎禮上豐收。其後數年的《天佑愛人》、《Shall We Dance? Shall We Talk!》等專輯以及〈幸福摩天輪》、〈K歌之王〉、〈Shall we talk〉、〈明年今日〉、〈人來人往〉、〈十面埋伏〉等歌曲都為他橫掃多個獎項，在此期間更連續三年奪得傳媒大獎。2003-04年期間因與唱片公司合約問題回落，2005年轉投新藝寶後便憑《U87》及歌曲〈夕陽無限好》橫掃獎項。2006-07年亦取得優異成績，歌曲〈最佳損友〉、〈富士山下〉及〈Crying in the Party〉等都為他帶來多個獎項。2008年主力發展國語市場，華語歌曲〈路…一直都在〉在樂壇仍有不少獎項。2009年推出的專輯〈H3M》及歌曲〈七百年後〉及〈沙龍〉等再令他橫掃獎項，其後數年一直雄霸樂壇，如《Time Flies》，歌曲〈陀飛輪〉、〈苦瓜〉、〈六月飛霜〉、〈一絲不掛〉都取得卓越成績。2012年推出復古歌曲〈重口味〉仍然非常受落，2013年的〈任我行〉亦再下一城。2016年及2017年度香港叱咤樂壇流行榜頒獎典禮上，陳奕迅憑〈無條件〉及〈四季〉再奪至尊歌曲大獎。2019年憑歌曲《可一可再》和《漸漸》獲得《叱咤樂壇流行榜頒獎典禮》和《十大中文金曲頒獎典禮》的歌曲獎項。

### 香港頒獎典禮音樂獎項紀錄
粗體為紀錄保持者
- 10 次奪得「叱咤樂壇男歌手金獎」（2001-02、2005-07、2009-13）[148] [149]
- 16 次奪得「叱咤樂壇男歌手獎」（1999-2003、2005-15）
- 9 次兼連續 9 年無間斷獲得「叱咤樂壇我最喜愛的男歌手」（2005-13）
- 9 次奪得「叱咤樂壇至尊唱片大獎」（1998《我的快樂時代》、1999《天佑愛人》、2001《Shall We Dance? Shall We Talk!》、2002《The Line-Up》、2005《U87》、2007《Listen To Eason Chan》、2009《H³M》、2010《Time Flies》、2013《The Key》）
- 7 次奪得「至尊歌曲大獎」（2000〈K歌之王〉、2005〈夕陽無限好〉、2009〈七百年後〉、2012〈重口味〉、2013〈任我行〉、2015〈無條件〉、2016〈四季〉）
- 5 次奪得「叱咤樂壇我最喜愛的歌曲大獎」（1999〈幸福摩天輪〉、2000〈K歌之王〉、2005〈夕陽無限好〉、2010〈陀飛輪〉、2013〈任我行〉）
- 18 次奪得「叱咤十大」（1998-2003、2005-13、2015-16、2018）[148][149]
- 10 次奪得「十大中文金曲頒獎音樂會全球華人至尊金曲獎」（2001〈Shall We Talk〉、2002〈明年今日〉、2005〈夕陽無限好〉、2007〈富士山下〉、2009〈七百年後〉、2010〈陀飛輪〉、2012〈重口味〉、2013〈任我行〉、2016〈四季〉、2017〈誰來剪月光〉）
- 13 次兼連續 13 年獲得「十大中文金曲頒獎音樂會優秀流行歌手大獎」（2005-17）
- 10 次奪得「十大中文金曲獎全年最高銷量男歌手」（2002-03、2007-13、2015）
- 17 次奪得「十大中文金曲頒獎音樂會十大中文金曲獎」（1998-2003、2005-07、2009-13、2015-16、2018）
- 20 次獲得「十大優秀流行歌手」（1999-2003、2005-19）
- 5 次獲得「四台聯頒音樂大獎 - 傳媒大獎」（2000-02、2005、2007）
- 10 次奪得「十大勁歌金曲獎」（1998-2003、2005-08）[150]
- 2 次奪得TVB勁歌金曲頒獎典禮「最受歡迎男歌星」（2006-07）及「亞太區最受歡迎男歌星」（2007-08）
- 2 次奪得TVB勁歌金曲頒獎典禮「金曲金獎」（2001〈Shall We Talk〉、2002〈明年今日〉）

### 臺灣金曲獎
陳奕迅出道至今，入圍9次金曲獎最佳國語男歌手獎，共獲獎3次，皆為歷史最多。
2003年，憑國語專輯《Special Thanks To...》奪得「最佳流行音樂演唱專輯獎」及「最佳國語男演唱人獎」；除首度成為金曲歌王外，更是首位奪得專輯獎的香港歌手以及同時奪得這兩項大獎的香港歌手。樂評人馬欣讚賞「他的聲音很好，而且是很活的，完全自由發揮，不是拼湊出來的。台灣歌壇流行“哭腔男聲”或“美聲基礎派”，但陳奕迅做出了很好的示範，展現自然、即興的演出。」
2009年，憑國語專輯《不想放手》獲得「最佳國語專輯獎」，也是唯一一位拿過兩次這獎項的香港歌手。評審認為專輯精緻而耐聽。
2015年6月，陳奕迅出席第26屆金曲獎，演出的組曲「八號風球」把廿多首金曲改編串連，展現專業，更憑專輯《Rice & Shine》拿下第二座「金曲歌王」寶座(「最佳國語男歌手獎」)。是屆金曲獎評審總召 伍思凱表示陳奕迅「在兩張不同專輯，不同音樂內容下，他可以像一個很好的演員，可以遊刃有餘的在歌曲上面」。
2018年，憑國語專輯《C'mon In~》拿下第29屆金曲獎「最佳國語男歌手獎」及「年度專輯獎」。是屆評審團主席陳子鴻表示，評審討論時都有共識，認為陳奕迅對音樂的駕馭傑出，在音樂節奏感、複雜度非常高的情況下，仍能唱得讓人聽起來輕鬆舒服、遊刃有餘、細膩動人，技巧性非常好，且不覺得是在展現技術。因此，陳奕迅首輪即以十四票過半數勝出，大勝林俊傑、李玖哲等三度贏得金曲歌王，關鍵就是「陳奕迅與音樂性的融合度非常高」。 該專輯則被評為在流行音樂工業中，創造流行又尋找新的可能，兼具商業和藝術，展現唱片工藝的精緻品質。
2019年，憑粵語為主的專輯《L.O.V.E.》一共入圍《第30屆金曲獎》三個獎項，分別是年度歌曲 (海裡睡人)、最佳專輯製作人(王雙駿) 及年度專輯(當屆唯一入圍的粵語專輯)。對於以粵語專輯成功問鼎台灣《金曲獎》三個大獎，陳奕迅表示太不可思議了。評審指出專輯集結巡演樂手，完成充滿友情和故事的作品，在製作過程中，整合了大樂團眾多特質，且在製作同時一邊巡演，仍然完成精彩之作。eason and the duo band團隊最終憑大碟製作人王雙駿奪得「最佳專輯製作人獎」，是史上首次有粵語專輯入圍及贏得這個獎項。

### 其他地區
在全球華人地區獲得的其他重要音樂獎項包括「全球華語歌曲排行榜最佳男歌手」、中國內地的「音樂風雲榜最佳男歌手」、「音樂風雲榜最具影響力音樂人物」、台灣的「KKBOX數碼音樂風雲榜十大風雲歌手」、馬來西亞的「MY Astro至尊流行榜頒獎典禮至尊海外男歌手」、新加坡的「新加坡金曲獎最受歡迎男歌手」等等。
2010年12月，陳奕迅，U87及明年今日(十年)分別獲選為華語金曲獎「30年30人」、「30年30碟」及「30年30歌」，陳奕迅是唯一90年代出道獲入選的歌手。 2011年，他的國語金曲「十年」於中國大陸電台舉辦的《新世紀10年十大華語情歌》活動中 (參與票數超過300萬)，獲網民選為世紀冠軍情歌。
2008年，曾入圍日本的「2008年MTV日本音樂錄影帶大獎台灣地區最佳BuzzAsia獎」。
2014年，陳奕迅獲母校英國金士頓大學頒發榮譽博士學位，以表揚他對粵語流行曲及文化的貢獻。
| 年份   | 屆次         | 結果 | 獎項                   | 入圍者與作品名                               | 專輯                                |
| ------ | ------------ | ---- | ---------------------- | -------------------------------------------- | ----------------------------------- |
| 2002年 | 第13屆金曲獎 | 提名 | 最佳國語男演唱人獎     | 陳奕迅                                       | 《反正是我》                        |
| 2003年 | 第14屆金曲獎 | 獲獎 | 最佳國語男演唱人獎     | 陳奕迅                                       | 《Special Thanks To...》            |
| 2003年 | 第14屆金曲獎 | 獲獎 | 最佳流行音樂演唱專輯獎 | 《Special Thanks To...》                     | 《Special Thanks To...》            |
| 2003年 | 第14屆金曲獎 | 提名 | 最佳作曲人獎           | 蔡政勳〈你的背包〉                           | 《Special Thanks To...》            |
| 2003年 | 第14屆金曲獎 | 提名 | 最佳作詞人獎           | 林夕〈想哭〉                                 | 《Special Thanks To...》            |
| 2003年 | 第14屆金曲獎 | 提名 | 最佳專輯製作人獎       | Jim Lee（李振權）                            | 《Special Thanks To...》            |
| 2004年 | 第15屆金曲獎 | 提名 | 最佳國語男演唱人獎     | 陳奕迅                                       | 《黑·白·灰》                        |
| 2008年 | 第19屆金曲獎 | 提名 | 最佳國語男歌手獎       | 陳奕迅                                       | 《認了吧》                          |
| 2009年 | 第20屆金曲獎 | 提名 | 最佳國語男歌手獎       | 陳奕迅                                       | 《不想放手》                        |
| 2009年 | 第20屆金曲獎 | 獲獎 | 最佳國語專輯獎         | 《不想放手》                                 | 《不想放手》                        |
| 2010年 | 第21屆金曲獎 | 提名 | 最佳國語男歌手獎       | 陳奕迅                                       | 《上五樓的快活》                    |
| 2010年 | 第21屆金曲獎 | 提名 | 最佳音樂錄影帶獎       | 陳映之〈這樣的一個麻煩〉                     | 《上五樓的快活》                    |
| 2012年 | 第23屆金曲獎 | 提名 | 最佳國語男歌手獎       | 陳奕迅                                       | 《？》                              |
| 2012年 | 第23屆金曲獎 | 提名 | 最佳作曲人獎           | 方大同〈孤獨患者〉                           | 《？》                              |
| 2012年 | 第23屆金曲獎 | 提名 | 最佳單曲製作人獎       | Edward Chan、Charles Lee、方大同〈孤獨患者〉 | 《？》                              |
| 2015年 | 第26屆金曲獎 | 獲獎 | 最佳國語男歌手獎       | 陳奕迅                                       | 《Rice & Shine》                    |
| 2015年 | 第26屆金曲獎 | 提名 | 最佳國語專輯獎         | 《Rice & Shine》                             | 《Rice & Shine》                    |
| 2015年 | 第26屆金曲獎 | 提名 | 最佳作詞人獎           | 林夕〈你給我聽好〉                           | 《Rice & Shine》                    |
| 2015年 | 第26屆金曲獎 | 提名 | 最佳作曲人獎           | 林俊傑〈你給我聽好〉                         | 《Rice & Shine》                    |
| 2015年 | 第26屆金曲獎 | 提名 | 最佳單曲製作人獎       | 林俊傑〈你給我聽好〉                         | 《Rice & Shine》                    |
| 2018年 | 第29屆金曲獎 | 獲獎 | 最佳國語男歌手獎       | 陳奕迅                                       | 《C'mon In~》                       |
| 2018年 | 第29屆金曲獎 | 獲獎 | 年度專輯獎             | 《C'mon In~》                                | 《C'mon In~》                       |
| 2018年 | 第29屆金曲獎 | 提名 | 最佳國語專輯獎         | 《C'mon In~》                                | 《C'mon In~》                       |
| 2018年 | 第29屆金曲獎 | 提名 | 最佳專輯製作人獎       | Jerald Chan（陳哲廬）                        | 《C'mon In~》                       |
| 2019年 | 第30屆金曲獎 | 提名 | 年度專輯獎             | 《L.O.V.E.》                                 | 《L.O.V.E.》                        |
| 2019年 | 第30屆金曲獎 | 提名 | 年度歌曲獎             | 〈海裡睡人〉                                 | 《L.O.V.E.》                        |
| 2019年 | 第30屆金曲獎 | 獲獎 | 最佳專輯製作人獎       | 王雙駿                                       | 《L.O.V.E.》                        |
| 2023年 | 第34屆金曲獎 | 獲獎 | 最佳作詞人獎           | 周耀輝〈人啊人〉                             | 《人啊人》                          |
| 2024年 | 第35屆金曲獎 | 提名 | 最佳單曲製作人獎       | 陳奕迅、林家謙〈社交恐懼癌〉                 | 《CHIN UP!》                        |
| 2024年 | 第35屆金曲獎 | 獲獎 | 最佳MV獎               | 張傑邦〈社交恐懼癌〉                         | 《CHIN UP!》                        |
| 2025年 | 第36屆金曲獎 | 提名 | 年度歌曲獎             | 〈這樣很好〉                                 | 《英雄聯盟:雙城之戰》動畫第二季原聲 |

### 臺灣金馬獎
| 年份   | 屆次         | 結果 | 獎項             | 入圍者與作品名                                         | 電影                   |
| ------ | ------------ | ---- | ---------------- | ------------------------------------------------------ | ---------------------- |
| 2002年 | 第39屆金馬獎 | 提名 | 最佳原創電影歌曲 | 〈你會不會〉詞：林夕，曲：陳奕迅，演唱：陳奕迅         | 《幽靈人間II鬼味人間》 |
| 2008年 | 第45屆金馬獎 | 提名 | 最佳男配角       | 陳奕迅                                                 | 《破事兒》             |
| 2015年 | 第52屆金馬獎 | 提名 | 最佳原創電影歌曲 | 〈何必呢〉詞：林夕，曲：羅大佑，演唱：陳奕迅           | 《華麗上班族》         |
| 2017年 | 第54屆金馬獎 | 提名 | 最佳原創電影歌曲 | 〈讓我留在你身邊〉詞：唐漢霄，曲：唐漢霄，演唱：陳奕迅 | 《擺渡人》             |
| 2018年 | 第55屆金馬獎 | 提名 | 最佳原創電影歌曲 | 〈我們〉詞：葛大為，曲：陳建騏，演唱：陳奕迅           | 《後來的我們》         |

### 香港電影金像獎
| 年份   | 屆次                 | 結果 | 獎項             | 入圍者與作品名                                         | 電影                   |
| ------ | -------------------- | ---- | ---------------- | ------------------------------------------------------ | ---------------------- |
| 2001年 | 第20屆香港電影金像獎 | 提名 | 最佳男配角       | 陳奕迅                                                 | 《薰衣草》             |
| 2001年 | 第20屆香港電影金像獎 | 提名 | 最佳原創電影歌曲 | 〈黑夜不再來〉詞：林夕，曲：陳輝陽，演唱：陳奕迅       | 《十二夜》             |
| 2003年 | 第22屆香港電影金像獎 | 提名 | 最佳原創電影歌曲 | 〈你會不會〉詞：林夕，曲：陳奕迅，演唱：陳奕迅         | 《幽靈人間II鬼味人間》 |
| 2003年 | 第22屆香港電影金像獎 | 提名 | 最佳原創電影歌曲 | 〈明年今日〉詞：林夕，曲：陳小霞，演唱：陳奕迅         | 《賤精先生》           |
| 2008年 | 第27屆香港電影金像獎 | 提名 | 最佳原創電影歌曲 | 〈兄弟〉詞：劉德華，曲：陳奕迅，演唱：劉德華、陳奕迅   | 《兄弟》               |
| 2015年 | 第34屆香港電影金像獎 | 提名 | 最佳原創電影歌曲 | 〈暴風雨〉詞：岑偉宗，曲：高世章，演唱：陳奕迅         | 《暴瘋語》             |
| 2017年 | 第36屆香港電影金像獎 | 提名 | 最佳原創電影歌曲 | 〈讓我留在你身邊〉詞：唐漢霄，曲：唐漢霄，演唱：陳奕迅 | 《擺渡人》             |

## 私人生活
2012年，王祖藍發現他是陳奕迅的遠房表弟。
陳奕迅與妻子徐濠縈相識多年，除了初出道時同期的楊千嬅，鮮有與他人傳緋聞或戀情。徐濠縈於2004年為陳奕迅生下女兒，兩人於2006年3月23日結婚。
曾有媒體传陈奕迅与同门已婚师妹谢安琪关系暧昧，在演場會上抱住一起歌唱，但陈谢二人否認；亦傳徐濠縈愛好名牌的生活态度，使得陈、徐婚姻屡被传降温。在2014年元旦被发现撇下徐濠縈而自爆患有躁鬱症和人群恐懼症。
2006年獲奧比斯選為「光明大使」，並探訪印度的失明兒童。  此外，陳奕迅先後在香港和加拿大蒙特利爾為2008年夏季奧運會和2010年冬季奧運會傳遞火炬，成為第一位傳遞過夏季和冬季兩季奧運會的亞裔火炬手。
陳奕迅曾任第8屆至第10屆香港演藝人協會副會長。

## 外部連結
- 官方网站 （页面存档备份，存于）
- 环球官网资料（页面存档备份，存于）
- 陳奕迅的Facebook專頁
- 陳奕迅的新浪微博
- 陳奕迅的Instagram帳戶
- 陳奕迅在豆瓣上的资料（简体中文）
- 陳奕迅在互联网电影资料库（IMDb）上的資料（英文）
- Eason Chan Official Blog（页面存档备份，存于） （日語）
- 神經研究所 (陳奕迅國際歌迷會官方網站)
- 陳奕迅 Eason Chan Official Youtube Channel